# Participio
Il participio è un modo verbale molto vicino all'aggettivo e al sostantivo. Deve il suo nome al fatto che partecipa (in latino partem capit, cioè prende parte) a queste categorie. Ha in italiano due tempi, il presente e il passato.
- Gli usi del participio presente come verbo (volante, rimanente, partente) sono poco frequenti nelle lingue romanze, dove le forme hanno in genere più la funzione di aggettivi e sostantivi.
- Il passato (per esempio volato, rimasto, partito), invece, è di importanza fondamentale per i loro sistemi verbali, il che è evidente nella formazione di tempi composti come il passato prossimo.
- Diverse lingue come il latino o l'esperanto dispongono inoltre di una forma del futuro.

## Il participio presente
In latino il participio presente era un tempo raramente irregolare, per cui questa regolarità è stata trasferita anche in italiano. Si forma in questo modo: le desinenze del modo infinito vengono sostituite da quelle del participio presente (-ante, -ente, -ente).
| coniugazione        | 1ª -are es. cantare | 2ª -ere es. contenere | 3ª -ire es. agire |
| participio presente | -ante (cant-ante)   | -ente (conten-ente)   | -ente (ag-ente)   |

- Le forme irregolari, come facente, dicente, traente, ponente, conducente, ecc., seguono le particolarità dell'imperfetto indicativo;
- per le forme in -iente, si rimanda alla voce sulla terza coniugazione: participi in -iente.

Questa forma verbale sostituisce in genere una proposizione relativa, come mostrano gli esempi:
- abbiamo qui una scatola contenente diversi oggetti piccolissimi ('che contiene');
- si tratta di un uccello proveniente dall'Africa ('che proviene');
- questa è una parola derivante dal latino ('che deriva').

Sotto forma di verbo vero e proprio il participio presente è raro. Più spesso il verbo al participio presente dà luogo a dei sostantivi (assistente, insegnante, badante) oppure a degli aggettivi (pesante, indisponente, mancante), tutti casi in cui il genere è invariabile (sia maschile che femminile). Talvolta possono formarsi degli avverbi (come durante, dal verbo durare).
Il processo di derivazione può essersi originato tanto durante gli sviluppi della lingua italiana, quanto ai tempi del latino.
Sopravvivono, tra le eredità dirette dal latino, delle locuzioni del tipo volente o nolente, come anche delle parole formatesi a partire da un verbo latino o caduto in disuso:
- assente, da absentem, participio presente, vedi verbo latino abesse ('essere assenti')
- presente participio presente formato secondo il procedimento contrario del precedente
- nonostante, composto da non e da obstantem, participio presente, vedi verbo latino obstare ('essere contrari')

In questi casi non è raro che il verbo di partenza sia quasi irriconoscibile, tanto nella forma quanto nel significato.
Ritornando all'uso più tipicamente verbale, va detto che in passato era riscontrabile molto più di frequente, come testimoniano varie fonti letterarie create durante la storia della letteratura italiana. L'uso sotto forma di verbo sopravvive principalmente in testi particolarmente articolati, prodotti in contesti spesso formali:
- I contribuenti aventi diritto ad un rimborso dovranno rivolgersi alla banca X.

Laddove lo stile nominale viene portato alle estreme conseguenze (con estrema elaborazione dell'enunciato) il participio presente viene di tanto in tanto usato per generare una forma composta: si utilizza infatti un costrutto ottenuto con il presente del verbo ausiliare avere ed il participio passato del verbo da coniugare. Il risultato sarà qualcosa del tipo:
- saranno invitati i soci aventi partecipato alle sessioni dell'anno precedente.

In questo caso aventi partecipato rappresenta ciò che in una frase subordinata esplicita andrebbe indicato con una relativa al passato (che hanno partecipato), di qui una sorta di calco linguistico che genera una forma verbale inesistente nel sistema. Rispetto a partecipanti la differenza sta nel fatto che l'azione è da considerarsi compiuta. Si tratta di strutture sintattiche di lusso, particolarmente apprezzate nell'italiano burocratico, dove spesso si evita di coniugare per far posto invece a modi come il participio e il gerundio. Una forma paragonabile ottenuta con l'ausiliare essere non è possibile dato che in questi casi la grammatica italiana prevede già un uso del participio passato.

## Il participio passato
Il participio passato italiano è derivato direttamente da quello latino che era un tempo molto irregolare, poiché derivava da un tema diverso da quello del presente, quello del supino.

### Formazione del participio passato
In italiano il participio passato, assieme al passato remoto è il tempo più irregolare. Nelle forme regolari le desinenze del modo infinito vengono sostituite da quelle del participio passato (-ato, -uto, -ito).
| coniugazione       | 1ª -are es. cantare | 2ª -ere es. contenere | 3ª -ire es. agire |
| participio passato | -ato (cantato)      | -uto (contenuto)      | -ito (agito)      |

Il verbo essere è difettivo del participio passato e forma i tempi composti con il participio del verbo stare (stato).
Per quanto riguarda la posizione dei pronomi atoni, vedi la sezione altri progetti.

#### Prima coniugazione
La quasi totalità dei verbi della prima coniugazione (-are) è regolare. L'unica eccezione è il verbo fare, che apparteneva in origine alla seconda. La forma del participio passato è fatto, che presentano anche parecchi suoi composti (contraffare>contraffatto).

#### Seconda coniugazione
I verbi della seconda coniugazione (-ere) sono in genere irregolari.
Per la distinzione la coniugazione si divide in due classi, derivate dalla seconda e dalla terza coniugazione latina.
I verbi in -ere con la vocale tematica e quindi con la penultima sillaba accentata (come volére): sono generalmente regolari (tenere>tenuto); non mancano tuttavia eccezioni:
- participio passato in -so (parere>parso, valere>valso);
- participio passato in -sto (rimanere>rimasto, vedere>visto);

Per quanto riguarda i verbi in -ere con vocale tematica non accentata e quindi con accento sulla terzultima sillaba (come scrìvere) le forme regolari sono poche.
Le forme principali sono:
- participio passato in -so (fondere>fuso);
- participio passato in -sso (concedere>concesso);
- participio passato in -to (vivere>vissuto);
- participio passato in -tto (rompere>rotto);
- participio passato in -sto (porre>posto).

#### Terza coniugazione
I verbi della terza coniugazione (-ire) sono generalmente regolari. Le eccezioni sono:
- i verbi in -consonante+rire formano il participio passato in -erto (aprire>aperto, (s)offrire>(s)offerto);
- i verbi in -vocale+rire formano il participio passato generalmente in -rso (apparire>apparso, ma preferire>preferito)
- altri verbi sono totalmente irregolari (morire>morto; venire>venuto).

#### Verbi difettivi e casi particolari
Possono mancare, nei cosiddetti verbi difettivi, le forme di verbi come competere, divergere, esimere, prudere, stridere. Per quanto riguarda il verbo splendere, il participio splenduto è oggi in disuso. Altre volte si hanno due forme (succedere>succeduto, successo).
- Il verbo succedere ha due forme con significati diversi, una regolare succeduto (=subentrato) e una irregolare successo (=accaduto).
- Allo stesso modo provvedere ha due participi di significato diverso: provvisto (=fornito) e provveduto (=che ha provveduto).
- Analogamente il verbo riflettere ha due participi di significato diverso: riflettuto (=meditato) e riflesso (=rispecchiato).
- Il verbo bisognare ha il participio passato (bisognato), ma la formazione dei tempi composti è in disuso, specie se usato in modo impersonale (es. è bisognato andare).

### Il participio passato nella coniugazione
Il participio passato viene usato soprattutto per la formazione dei tempi composti come il passato prossimo o il trapassato prossimo, in combinazione con gli ausiliari essere ed avere (Sono andata; ho mangiato). La sua vicinanza alla categoria di aggettivo è confermata dal fatto che le forme coniugate con essere, al pari dell'aggettivo, vanno accordate per numero e genere al soggetto a cui si riferiscono.
Combinate agli ausiliari essere e venire, le forme di participio passato dei verbi transitivi sono usate per la formazione del passivo: Il topo è stato mangiato; voi non siete stati criticati. Anche in questo caso, le forme vanno accordate per genere e numero al soggetto.
Non esistono forme femminili o plurali dei verbi che, malgrado siano intransitivi, vengono coniugati con avere (pranzare, sparlare).
Per le regole e i dubbi linguistici sull'accordo del participio (Lucio mi ha lasciato/a, la panna che avete montato/a, non l'ho dimenticato/a), vedi capitolo sulla formazione del passato prossimo.

### Il participio passato nelle proposizioni subordinate
Un uso specifico di questa forma verbale si ritrova inoltre nella subordinazione implicita. Questo vuol dire che la forma del participio passato va a sostituire un verbo coniugato.
- Uscita di casa, Sara si è guardata intorno

equivale dunque a
- Dopo che era uscita di casa, Sara si è guardata intorno.

Il vantaggio di questo costrutto sta nell'enorme semplificazione dell'enunciato.
Le forme verbali del participio nella frase subordinata (uscita di casa) indicano anteriorità temporale rispetto al tempo indicato nella frase principale (l'azione indicata dal verbo uscire risulta dunque anteriore rispetto a quella di guardare).
La funzione del participio nella subordinata è spesso quella di permettere la formazione di una proposizione temporale, come indicato nell'esempio appena illustrato. Oltre che in questo tipo di frase secondaria, il participio passato può essere usato con altre accezioni; si ricorda innanzitutto la proposizione relativa implicita:
- Sono state ritrovate le scarpe della ragazza uccisa la settimana scorsa.

La subordinata implicita verrebbe altrimenti esposta con un'intera subordinata esplicita (la ragazza che era stata uccisa). Secondo Serianni, la funzione di una subordinazione relativa implicita, per quanto generica, è la più diffusa tra quelle qui elencate.
Il participio passato ha un ruolo analogo tanto nelle relative esplicative quanto nelle relative limitative:
- La metro di Milano, inaugurata nel 1964, si compone oggi di quattro linee. (esplicativa)
- La ragazza uccisa la settimana scorsa frequentava uno dei sospettati. (limitativa)

Il participio passato viene inoltre usato nella proposizione causale implicita:
- Provocata, la scimmia ha morso l'ospite dello zoo,

laddove provocata sta per siccome era stata provocata.
Esiste inoltre una funzione del participio passato nella proposizione concessiva:
- Pur se provocata ripetutamente, la scimmia non ha morso l'ospite dello zoo.

Il costrutto risulta molto semplificato rispetto a strutture del tipo malgrado fosse stata provocata ripetutamente, la scimmia non ha morso l'ospite dello zoo.
Infine, la forma implicita può figurare nella protasi del periodo ipotetico e il participio passato è uno dei modi indefiniti possibili:
- Questa tosse, non curata in tempo, potrebbe diventare cronica.

In questo costrutto, non curata in tempo sostituisce se non venisse curata in tempo.

### Il participio passato nella formazione di parole
Il participio si avvicina di molto alle categorie di aggettivo e verbo: sotto forma di aggettivo, il participio passato è molto diffuso. Può avere significato passivo (una risposta sbagliata; un progetto fallito; una domanda scritta) oppure attivo (il topo morto).
Il participio passato è abbastanza comune anche nella formazione dei sostantivi: la scossa, la sgridata, il delegato, il fatto, la messa, lo stato, la corsa, il corso (derivazione da verbo a sostantivo).
Spesso le parole in questione provengono direttamente dal participio passato della forma in latino.
Dal participio passato derivano inoltre i suffissi -ata ed -ato, utilizzati per la formazione di parole da sostantivo a sostantivo. Per esempio, accanto al sostantivo pagliaccio troviamo la pagliacciata: al femminile, si tratta di derivati che indicano per lo più un'azione (la gomitata, la porcata) oppure il suo risultato (la spaghettata, la peperonata); indicano invece piuttosto uno stato o una carica i sostantivi maschili formati con il suffisso -ato (marchesato, celibato, protettorato).

## Il participio futuro
L'italiano ha perso il participio futuro latino, per cui per tradurre da questa lingua (o da altre dove esiste) è necessaria una perifrasi.
Alcune parole danno un'idea di quello che è stato, fondamentalmente, il participio futuro latino:
- nascituro (che sta per nascere)
- venturo (che verrà).
- duraturo (originariamente, "che durerà"; negli sviluppi della lingua ha assunto il significato corrente di "destinato a durare")

Si tratta di forme che indicano un'azione che si avvererà nel futuro: infatti, anche la stessa parola futuro deriva dal participio futuro del verbo essere latino: futurus, ossia che sarà.

## Il participio in alcune lingue

### Francese
Il participio presente francese, simile a quello italiano, si forma con la terminazione -ant: (da chanter abbiamo chantant = 'che canta'; da voir abbiamo voyant = 'che vede, vedente'; da croire si ottiene croyant = 'che crede, credente'). L'uso come aggettivo o sostantivo è il più normale:
- Voilà un étudiant ('ecco uno studente')

Quando viene utilizzato come aggettivo o sostantivo si coniuga (come è normale) in genere e numero.
In francese, il participio passato si forma, come in italiano, secondo le varie coniugazioni ed ha funzioni analoghe:
- Je suis parti ('sono partito/andato via', passato prossimo)
- Il a été assassiné ('è stato assassinato', formazione del passivo)
- Un livre perdu ('un libro perduto', aggettivo passivo)
- Une langue morte ('una lingua morta', aggettivo attivo)
- Les mots et les faits ('le parole e i fatti', sostantivo)

I verbi della prima coniugazione, quelli che terminano in -er, formano il participio passato con la desinenza -é, per cui da assassiner si avrà assassiné. I verbi che terminano in -ir cambiano la desinenza in -i; da partir si ottiene parti. I verbi del terzo gruppo, che terminano in -re e oir, sono spesso irregolari: l'esito più comune è comunque in -u (ad esempio perdu come nel verbo perdre).
Il participio può essere usato in forma composta, prendendo le veci del gerundio passato italiano (oppure della forma composta del participio presente italiano):
Tout l'été,

Se trouva fort dépourvue

Quand la bise fut venue»
(Jean de La Fontaine, La cicala e la formica)

### Inglese
Per quanto riguarda il participio presente la terminazione in inglese è -ing.
Le forme del gerundio si confondono con quelle del participio presente. Mentre il gerundio viene usato per i verbi sostantivati la forma usata per costruire la perifrasi progressiva è considerata in inglese come participio. Seguono alcuni esempi di participio presente inglese:
- Perifrasi progressiva: Jim was sleeping ('Jim stava dormendo')
- Funzione di aggettivo: Sleeping beauties ('Bellezze dormienti/che dormono')
- Modificazione della frase, proposizione subordinata: John went on, speaking very slowly ('John continuò, parlando molto lentamente').

In inglese il participio passato si forma con la terminazione -ed, tranne che per i verbi irregolari. Si riportano alcuni esempi:
- Forma verbale composta, del passato, present perfect: Mary has accepted ('Maria ha accettato')
- Formazione del passivo: Mary was accepted ('Maria era/è stata/fu accettata')
- Funzione di aggettivo, in senso attivo: our fallen comrades ('i nostri camerati caduti')
- Funzione di aggettivo, in senso passivo: the United States  ('gli stati Uniti')

### Latino
Il participio presente (portāns) e il participio perfetto (portātus) corrispondono all'incirca alle forme dell'italiano (rispettivamente, participio presente e passato). Come detto, manca in italiano il participio futuro (portātūrus). Nel caso ideale, le tre forme corrispondono ai seguenti significati:
- Puer portāns, 'Il ragazzo che porta' (presente)
- Puer portātus, 'Il ragazzo portato' (perfetto)
- Puer portātūrus, 'Il ragazzo che sta per portare' (futuro).

Mentre tra queste forme quelle presente e futura sono attive, quella passata (perfetto) è invece passiva.
Per quanto riguarda i tempi composti, voci verbali paragonabili per forma al passato prossimo in latino non esistono, ma il participio perfetto viene usato per il passivo dei tempi perfettivi, come il perfetto e il trapassato:
- Laudātus sum, 'Sono stato lodato'
- Laudātus eram, 'Ero stato lodato'.

Si ricorda inoltre che il participio latino offre ampie possibilità di formazione della frase grazie all'ablativo assoluto, una costruzione assai diffusa per la subordinazione implicita.
Per concludere una tabella con alcuni esempi. Le forme latine hanno caratteristiche aggettivali e sono quindi variabili.
| Presente | portāns, –antis     | terrēns, –entis     | petēns, –entis     | audiēns, –entis    |
| Perfetto | portātus, –a, –um   | territus, –a, –um   | petītus, –a, –um   | audītus, –a, –um   |
| Futuro   | portātūrus, –a, –um | territūrus, –a, –um | petītūrus, –a, –um | audītūrus, –a, –um |

Il participio futuro, infine, unito alla forma del verbo esse (essere) coniugato forma una costruzione detta perifrastica attiva, che in italiano si traduce con locuzioni diverse a seconda del contesto (imminenza o intenzionalità di un'azione); le più comuni sono stare per, avere intenzione di, essere sul punto di.
- Predicaturus sum: 'Sto per predicare'
- Venturi sumus: 'Abbiamo intenzione di venire'
- Moriturus erat: 'Era sul punto di morire'

### Tedesco
Nella lingua tedesca le forme del participio sono simili per funzione a quelle di altre lingue europee. La forma non viene usata per la perifrasi progressiva.
Il participio presente si forma sostituendo la terminazione -en dell infinito con -end. Esempio:
fliegen ('volare') - fliegend.
Ne deriva una forma che va solitamente declinata come un aggettivo:
- Der fliegende Hölländer
- L'olandese volante

Esistono forme nominali: da studieren avremo die Studierenden ('le studentesse/gli studenti').
Il participio passato dei verbi regolari si forma in genere sostituendo la terminazione -en in -t e apponendo il prefisso ge-:
lieben ('amare'): geliebt ('amato'); haben ('avere'): gehabt ('avuto').
Per la formazione dei tempi composti e del passivo, il participio passato va alla fine della frase:
- Ich habe die Kinder geliebt ('ho amato i bambini')
- Das Kind wird geliebt ('il bambino viene amato')

Esistono degli usi aggettivali (die verkaufte Braut, 'la sposa venduta') oppure nominali (Die Gelehrten, 'gli studiosi').